# Седъёль (приток Сойвы)
Седъёль, Сёд-Ёль — река в России, протекает по Сосногорскому району Республики Коми. Устье реки находится в 120 км от устья Сойвы по левому берегу. Длина реки составляет 21 км.
Исток реки в болотах в 7 км к северо-западу от платформы Сойва (ж/д линия Сосногорск — Троицко-Печорск). Река течёт на юг, всё течение проходит по ненаселённому заболоченному таёжному лесу, русло сильно извилистое. Приток — Вурдаёль (правый).
Высота устья — 182 м над уровнем моря.

## Данные водного реестра
По данным государственного водного реестра России относится к Двинско-Печорскому бассейновому округу, водохозяйственный участок реки — Печора от истока до водомерного поста у посёлка Шердино, речной подбассейн реки — Бассейны притоков Печоры до впадения Усы. Речной бассейн реки — Печора.
Код объекта в государственном водном реестре — 03050100112103000060115.